# Microsoft Outlook
Microsoft Outlook — застосунок-органайзер (англ. Personal Information Manager) з функціями поштового клієнта і групової роботи від компанії Майкрософт, що входить до пакету офісних програм Microsoft Office.

## Опис
Outlook це поштовий клієнт для роботи з електронною поштою, він також є повноцінним органайзером, що надає функції календаря, планувальника завдань, записника і менеджера контактів. Крім того, Outlook дозволяє відстежувати роботу з документами пакету Microsoft Office для автоматичного складання щоденника роботи.
Outlook може використовуватися як окремий застосунок, так і виступати в ролі клієнта для поштового сервера Microsoft Exchange Server, що надає додаткові функції для спільної роботи користувачів однієї організації: загальні поштові скриньки, теки завдань, календарі, конференції, планування і резервування часу загальних зустрічей, узгодження документів. Microsoft Outlook і Microsoft Exchange Server є платформою для організації документообігу, оскільки вони забезпечені системою розробки призначених для користувача плагінів і скриптів, за допомогою яких можливе програмування додаткових функцій документообігу (і не тільки документообігу), не передбачених в стандартному постачанні. За допомогою розділу Посилання можна знайти інформацію про деякі плагіни для Microsoft Outlook.
2007 року Outlook отримав функцію переключення для відображення HTML з рушія Internet Explorer на рушій Microsoft Word 2007. Це значить, що елементи HTML і CSS, які не підтримуються Word, не будуть підтримуватися і в Outlook. З іншого боку, HTML-повідомлення, скомпоновані у Word, будуть мати більш-менш авторський вигляд. Це може мати значення для тих, хто публікує свої повідомлення, бо часто вони містять усередені складні HTML/CSS вирази для формування вигляду. Наприклад, відтепер елементом електронного листа не може бути вмонтована форма.
Програма блокує завантаження зовнішніх зображень у HTML-повідомленнях за замовчуванням. Це допомагає запобігти спамерам визначати, чи діє ця адреса електронної пошти.
У версії 2010 року створено контекстну вкладку «Інструменти пошуку», яка з'являється під час пошуку та дозволяє фільтрувати листи за основними або розширеними критеріями. Програма має систему фільтрів пошти, що дозволяє відділяти листи згідно тематики, ключових слів, відправників тощо.
2013 року з'явились такі функції: нагадування про вкладення, покращений режим кешу та роботиз IMAP, стискання файлу даних Outlook (.ost).
2016: завантаження вкладень на хмарний сервіс, інтернаціоналізація електронної адреси, масштабована векторна графіка.
2019: «фокусована» папка вхідних повідомлень, підтримка кількох часових поясів, покращене сортування листів, автоматичне завантаження хмарних вкладень з OneDrive.

## Версії
Версії на платформі Windows:
- Outlook 97
- Outlook 98
- Outlook 2000 (також відомий як Outlook 9)
- Outlook 2002 (також відомий як Outlook 10 або Outlook XP)
- Office Outlook 2003
- Office Outlook 2007 (версії Windows нижче XP не підтримуються)
- Office Outlook 2010
- Office Outlook 2013 (версії Windows нижче 7 не підтримуються)
- Outlook 2013
- Outlook 2016
- Outlook 2019

Майкрософт також випустила декілька версій Outlooks під Apple Macintosh. Після виходу Outlook 98, на платформі Macintosh його замінив Microsoft Entourage.
Не потрібно плутати Outlook з продуктом Outlook Express. Outlook Express — це безплатний клієнт електронної пошти, вбудований в деякі версії Windows.

## Формат
Файли типу PST (Personal storage table) зберігають поштові повідомлення, вкладення, календарні записи, контакти, події та іншу інформацію на локальному комп'ютері користувача.
Microsoft обіцяв у 2009 відкрити специфікації на формат зберігання баз даних Outlook. У лютому 2010 «Майкрософт» опублікувала технічну документацію на PST-файли. У травні 2010 Microsoft випустив два інструменти для допомоги розробникам у використанні Outlook-даних в сторонніх застосунках. Застосування графічного візуалізатора PST-структури PST Data Structure View Tool і набору розробників PST File Format SDK не вимагає інстальованої Outlook. Інструменти проходять під відкритою ліцензією Apache 2.0.
Відсутність відомостей про внутрішню PST-структурі не дозволяло розробникам створювати застосунки, що працюють безпосередньо з Outlook-даними. Всі сторонні програми експлуатували Windows API з викликом функцій Outlook, яка повинна бути встановлена в обов'язковому порядку. Раніше для імпорту та експорту даних доводилося вдаватися до посередництва у вигляді документів Office Open XML.
В березні 2010 Google скористалася PST-відкриттям в своїх цілях, запропонувавши оновлений інструмент міграції з Exchange і Outlook на власну поштову систему Gmail в рамках вебпакету Google Apps.
Безкоштовна версія програми обмежується вебверсією, додатками для iOS та Android. Додаток для ПК є частиною пакету Microsoft Office Suite вартістю 100$ на рік, окремий додаток Outlook станом на 2020-рік коштував 70$.

## Виноски
1. ↑  How do I... Avoid e-mail spam using Outlook tools? - TechRepublic. web.archive.org. 24 грудня 2013. Архів оригіналу за 24 грудня 2013. Процитовано 23 липня 2020. [Архівовано 2013-12-24 у Wayback Machine.]
2. ↑  How to Set Up a Unified Inbox in Outlook: A Quick Guide. Mailbird. 7 квітня 2020. Архів оригіналу за 21 серпня 2020. Процитовано 23 липня 2020.
3. ↑  What's new in Outlook for Microsoft 365. support.microsoft.com (амер.). Архів оригіналу за 3 січня 2021. Процитовано 23 липня 2020.
4. ↑  What's new in Outlook 2019 for Windows. support.microsoft.com (амер.). Архів оригіналу за 12 листопада 2020. Процитовано 23 липня 2020.
5. ↑  Microsoft продолжает открывать Outlook-формат. Архів оригіналу за 28 травня 2010. Процитовано 25 травня 2010.
6. ↑  Why is Mailbird the best alternative to Outlook?. Mailbird. 2 січня 2020. Архів оригіналу за 11 серпня 2020. Процитовано 9 серпня 2020.
7. ↑  Порівняння планів Microsoft Exchange Online. www.microsoft.com (укр.). Архів оригіналу за 10 серпня 2020. Процитовано 9 серпня 2020.